# Goliath (chenillé)
Pour les articles homonymes, voir Goliath.

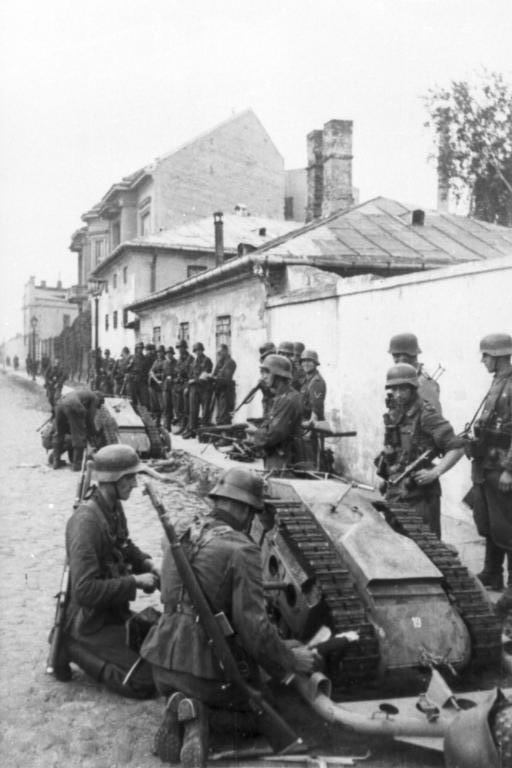
Montage d'un Goliath Sd. Kfz. 303 par des soldats allemands lors de l'Insurrection de Varsovie de 1944.

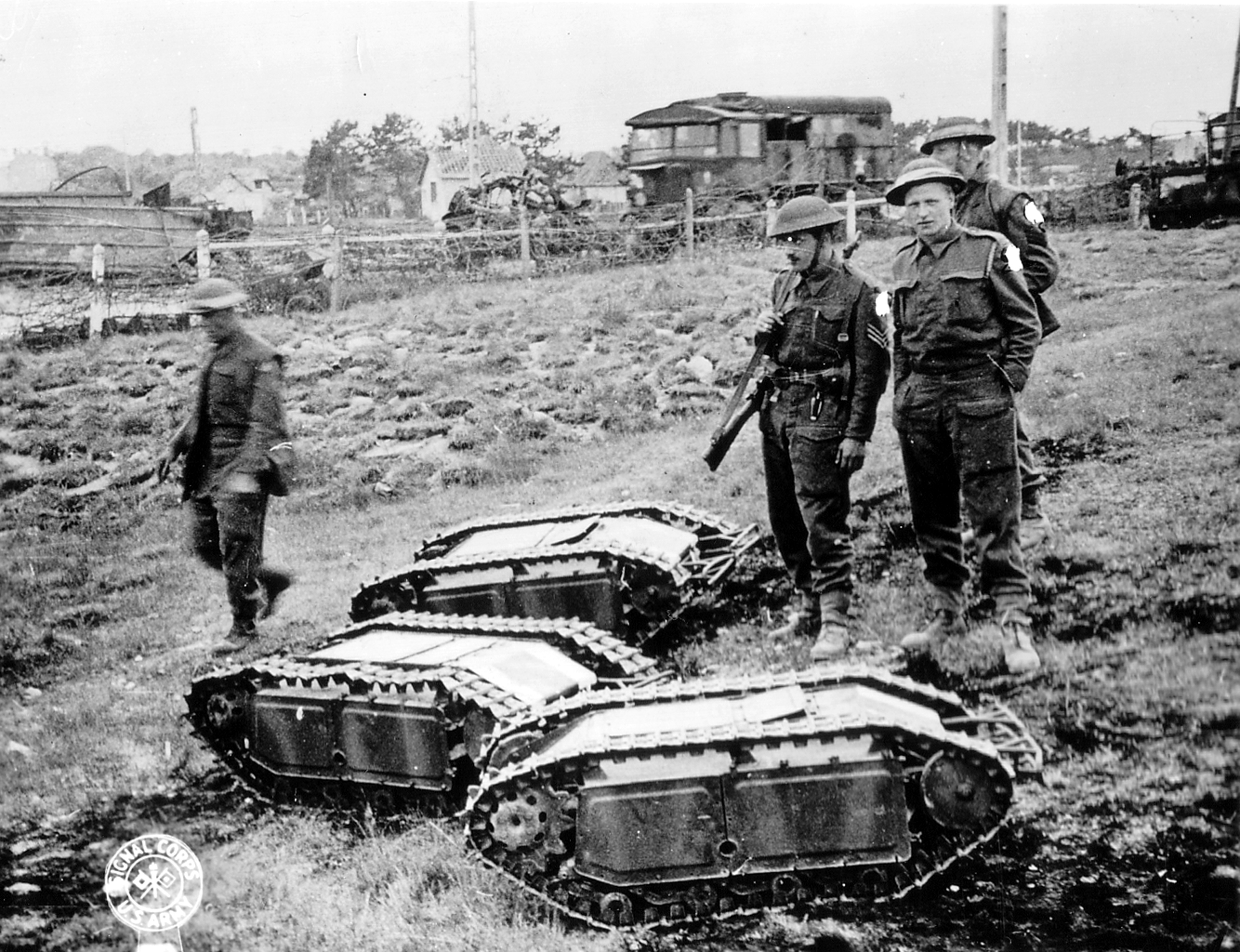
Soldats britanniques avec des engins Goliath capturés en Normandie.

Le Goliath (Mittlerer Ladungsträger Springer - Sd.Kfz. 303) est un petit engin chenillé filoguidé utilisé par la Wehrmacht lors de la seconde Guerre mondiale. D'une masse de 365 à 430 kg selon les types, il disposait d'une charge d'explosifs de 60 à 100 kg, pouvant être actionnée à distance, afin de détruire un char ou une place fortifiée. Chaque Goliath était prévu pour être détruit avec sa cible.

## Historique
En juin 1940, après avoir confisqué dans un laboratoire à Croissy-sur-Seine le prototype d'un véhicule miniature développé par le concepteur français Adolphe Kégresse, le bureau de l'ordonnance de la Wehrmacht demanda le développement par la compagnie automobile Borgward de Brême d'un véhicule semblable afin de transporter des explosifs à distance. Le résultat fut le Sd.Kfz. 302 (Sonderkraftfahrzeug, « véhicule spécial ») appelé Leichter Ladungsträger (« porteur de charge léger ») ou Goliath. Ce véhicule était dirigé à distance par l'intermédiaire d'une boîte de commande munie d'un manche à balai, qui était relié au Goliath par deux câbles téléphoniques connectés à l'arrière du véhicule. Le premier modèle du Goliath avait un moteur électrique, mais à cause de son coût et de ses difficultés de réparation, le modèle suivant (connu sous le nom de Sd. Kfz. 303) utilisa un moteur à essence à deux temps, plus simple et plus fiable.
Le Goliath fut utilisé en 1943 lors de l'offensive allemande de la bataille de Koursk pour neutraliser un gigantesque champ de mines défensif. Lors de l'insurrection de Varsovie de 1944, ils furent employés par les unités SS. Les Polonais, disposant de peu d'armes antichars, envoyaient souvent des volontaires pour couper les câbles de commande du Goliath avant qu'il n'atteigne sa cible. Ces résultats ont prouvé que si le Goliath n'était pas couvert par un tir de suppression, ses câbles de commande pouvaient être facilement sectionnés par un combattant déterminé, juste équipé d'une pelle.
Il fut ensuite également présent sur les plages du débarquement en Normandie. Toutefois, mal entretenus, les Goliaths avaient été fragilisés par la corrosion due à l'air marin. Pour preuve, à Utah Beach, un seul de ces chars explosa, les autres étant trop rouillés ou leurs câbles trop abîmés par l'artillerie pour être opérationnels. Il existait aussi des versions téléguidées par ondes radio, mais elles arrivèrent tardivement et les Alliés pouvaient brouiller la fréquence de téléguidage[réf. nécessaire].
Bien qu'un total de 7 564 Goliaths des deux modèles aient été produits, cette arme à usage unique n'a pas été considérée comme une réussite, en raison de son prix de revient unitaire élevé, de sa vitesse très lente (9,5 km/h), de son mince blindage qui ne le protégeait contre aucun type d'armes antichar modernes, et de ses câbles de commande vulnérables. Le Goliath créa la base pour les avancées post-Seconde Guerre mondiale en matière de technologies de contrôle distant (drone).
Plusieurs exemplaires sont conservés dans des musées, notamment au musée du Débarquement de Sainte-Marie-du-Mont, au musée de la Libération de Cherbourg-en-Cotentin, au musée Guerre et Paix en Ardennes à Novion-Porcien, au musée des blindés de Saumur, au musée D-Day Omaha de Vierville-sur-Mer, au musée 39-45 d'Ambleteuse et au Deutsches Panzermuseum Munster à Munster.

## Description

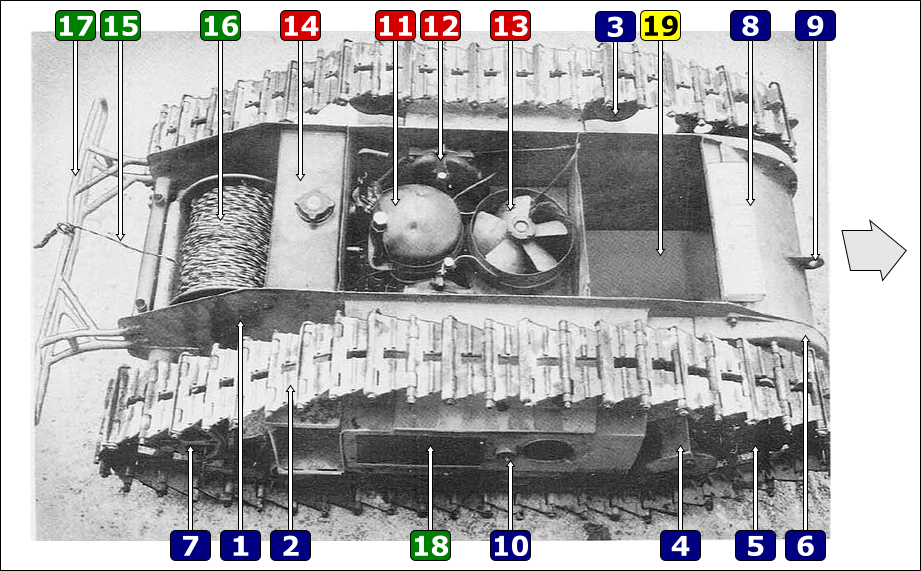
1 : Structure du véhicule 2 : Chenilles 3 : Galets de retour 4 : Roue de route 5 : Barbotin 6 : protection de transmission 7 : Galet tendeur de chenille 8 : Plaque de blindage 9 : Anneau de remorquage 10 : Point de fixation pour le transport 11 : Moteur deux-temps de 703 cm³ 12 : Deux embrayages 13 : Ventilateur de refroidissement du moteur 14 : Réservoir de carburant (6 litres) 15 : Câble de commande (3 brins) 16 : Enrouleur du câble de commande (650 m) 17 : Guide du câble de commande et protection 18 : Piles électriques 19 : Emplacement de la charge explosive

## Caractéristiques
|                              | « Goliath E » Sd.Kfz. 302 « Gerät 67 »                                        | « Goliath V »                                                                              | « Goliath V »                                                                              |
| Sd.Kfz. 303a « Gerät 671 »   | « Goliath E » Sd.Kfz. 302 « Gerät 67 »                                        | Sd.Kfz. 303b « Gerät 67 »                                                                  |                                                                                            |
| Généralités                  | Généralités                                                                   | Généralités                                                                                | Généralités                                                                                |
| ---------------------------- | ----------------------------------------------------------------------------- | ------------------------------------------------------------------------------------------ | ------------------------------------------------------------------------------------------ |
| Fabricant                    | Borgward                                                                      | Borgward, Zündapp & Zachertz                                                               | Borgward, Zündapp & Zachertz                                                               |
| Période de production        | avril 1942 à janvier 1944                                                     | avril 1943 à septembre 1944                                                                | à partir de novembre 1944                                                                  |
| Chiffres de production       | 2 650                                                                         | 4 604                                                                                      | 325                                                                                        |
| Prix unitaire                | ~ 3 000 RM                                                                    | ~ 1 000 RM                                                                                 | ~ 1 000 RM                                                                                 |
| Spécifications techniques    |                                                                               |                                                                                            |                                                                                            |
| Masse                        | 370 kg                                                                        | 365 kg                                                                                     | 430 kg                                                                                     |
| Charge militaire             | 60 kg                                                                         | 75 kg                                                                                      | 100 kg                                                                                     |
| Longueur / Largeur / Hauteur | 1,50 m / 0,85 m / 0,56 m                                                      | 1,62 m / 0,84 m / 0,60 m                                                                   | 1,63 m / 0,91 m / 0,62 m                                                                   |
| Motorisation                 | Deux moteurs électriques d'une puissance de 2,5 kW (Bosch MM/RQL 2500/24 RL2) | Un moteur deux-temps bicylindre de 703 cm3 / 12,5 ch (9,2 kW) à 4 500 tr/min (Zündapp SZ7) | Un moteur deux-temps bicylindre de 703 cm3 / 12,5 ch (9,2 kW) à 4 500 tr/min (Zündapp SZ7) |
| Vitesse maximale             | 10 km/h                                                                       | 10 km/h                                                                                    | 11,5 km/h                                                                                  |
| Réservoir de carburant       | n.a                                                                           | 6 litres                                                                                   | 6 litres                                                                                   |
| Autonomie                    | 0,8 – 1,5 km                                                                  | 6 – 12 km (6 – 1,5 km sur le terrain)                                                      | 6 – 12 km (6 – 1,5 km sur le terrain)                                                      |
| Garde au sol                 | 11,4 cm                                                                       | 16 cm                                                                                      | 16,8 cm                                                                                    |
| Franchissement de fossé      | 60 cm                                                                         | 85 cm                                                                                      | 100 cm                                                                                     |
| Blindage (frontal)           | 5 mm en acier                                                                 | 10 mm en acier                                                                             | 10 mm en acier                                                                             |

## Galerie photo

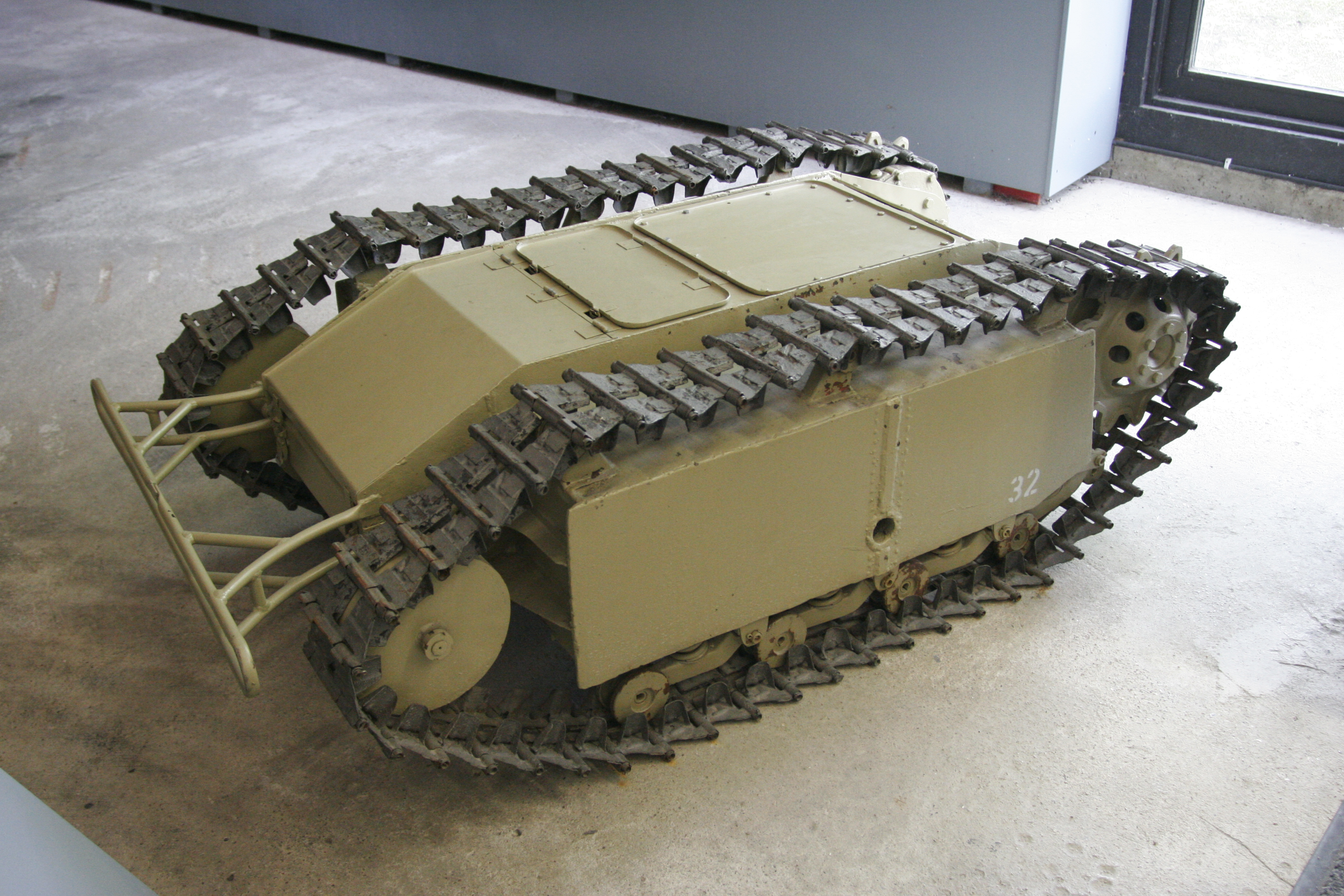
Un Goliath dans le Deutsches Panzermuseum. Il s'agit du modèle électrique, le Sd.Kfz. 302.
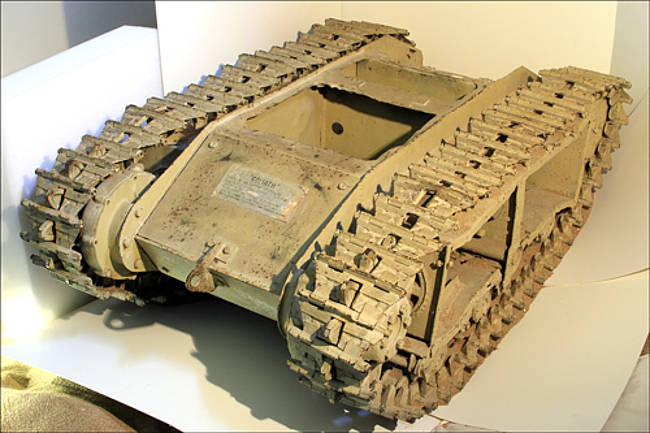
Goliath au Musée de la Libération, Fort du Roule, Cherbourg-en-Cotentin.